# Die Arbeiter des Meeres

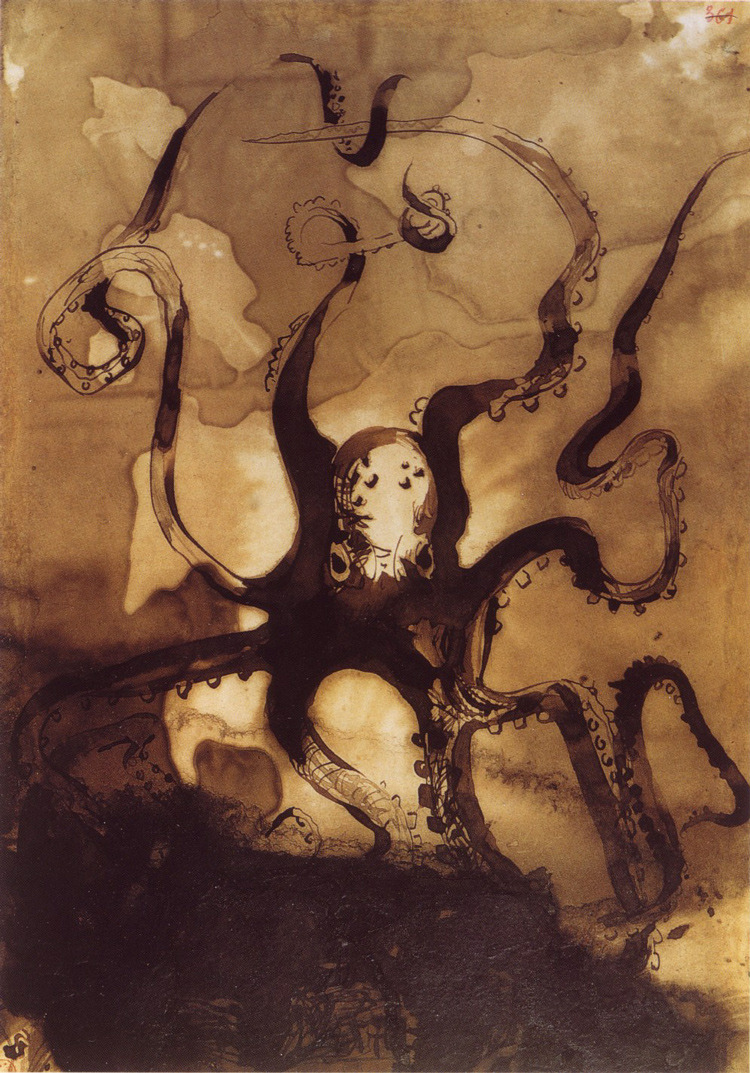
Kampf mit dem Tintenfisch, Illustration von Victor Hugo, 1866

Die Arbeiter des Meeres auch Das Teufelsschiff (im Original: Les Travailleurs de la mer) ist ein Roman von Victor Hugo aus dem Jahre 1866. Schauplatz ist die Insel Guernsey im Ärmelkanal, auf der Hugo während seines Exils im Hauteville House lebte und wo er umfangreiche Studien der Geographie, Natur und Bevölkerung der Insel betrieb.
Der Roman spielt um 1820 auf Guernsey. Erzählt wird die melodramatische Geschichte des Fischers Gilliat, der in Déruchette, die Nichte des Reeders Lethierry verliebt ist. In einem dramatischen Kampf mit den Naturgewalten gelingt es dem Helden, die kostbare Maschine eines Schiffs des Reeders, das durch Sabotage in Seenot geraten ist, zu bergen. Als er erfährt, dass Déruchette einen anderen liebt, den der Onkel als Bewerber ablehnt, verhilft er selbstlos dem jungen Paar zur Flucht.

## Handlung
Der Guernseyer Reeder Lethierry besitzt zwei Dinge, die ihm teuer sind: Das Dampfschiff Durande, das seine gesamte wirtschaftliche und gesellschaftliche Existenz verkörpert, und seine verwaiste Nichte Déruchette, die er nach Kräften verwöhnt.
Durch die Schuld des abgrundtief schlechten Schiffsführers Clubin, der sich mit dem Vermögen des Kapitäns absetzen will, läuft die Durande auf ein berüchtigtes Riff auf und zerschellt. Die geretteten Passagiere (außer Clubin, der scheinbar heldenhaft zurückbleibt) bezeugen jedoch, dass die Maschine des Dampfschiffs unversehrt geblieben sei. Der verzweifelte Lethierry verspricht nun dem, der die Maschine birgt und zurückbringt, die Hand seiner Nichte. Der Einzige, der dieses schier ausweglose Unterfangen wagen will, ist Gilliatt, ein armer, einzelgängerischer Fischer, den das Inselvolk der Hexerei verdächtigt und der in die schöne  Déruchette verliebt ist.
Bei Nacht und Nebel bricht Gilliatt zum Riff auf. In wochenlanger, aufreibender Arbeit unter Aufwand all seiner Kräfte gelingt es ihm, die Maschine zu bergen; er übersteht Kälte, Hunger, einen Sturm und den Kampf mit einem Tintenfisch, bis er schließlich mit der Maschine nach Guernsey zurückkehren kann. Dort wird er jubelnd empfangen, und der dankbare Lethierry will die Hochzeit am nächsten Tag stattfinden lassen. Déruchette aber ist, wie Gilliatt feststellen muss, in einen jungen Priester verliebt. Ohne zu zögern, opfert er ihr sein erkämpftes Glück und ermöglicht den Verliebten die heimliche Hochzeit und Flucht, wonach er sich, dem abfahrenden Schiff der beiden nachblickend, in der steigenden Flut ertränkt.
Die Handlung ist, wie schon in Der Glöckner von Notre-Dame und Die Elenden, von persönlichen Betrachtungen Hugos durchsetzt, hier meist über das Wesen und die metaphysische Bedeutung des Meeres und seiner Bewohner. Vor allem das erste Viertel des Buches ist geprägt von ausführlichen Schilderungen von Landschaft und Natur.

## Der Erzähler
Der Roman ist aus der Perspektive des allwissenden Erzählers geschrieben. Die extradiegetische Trennung von seinen Figuren ermöglicht dem Erzähler die Außenperspektive auf das Geschehen. Der Erzähler nimmt einen heterodiegetischen Standpunkt ein, seine Meinung zur Handlung ist persönlich und zeigt sich beispielsweise in einer ironischen Erzählweise und wertenden Kommentaren zum Geschehen. Zwar wird der Erzähler durch starke Personalisierung in die Erzählung selbst mit eingebunden, ohne aber seine Allmacht einzubüßen. Er nimmt eine moralisierende Rolle ein, vor allem in den Stellungnahmen zu seinem Helden Gilliat. Der Erzähler erhält dadurch mehr Präsenz im Roman als die anderen Haupt- und Nebenfiguren. Seine „Allwissenheit“ erlaubt es ihm, immer alle Figuren, Räume und Zeitverhältnisse im Roman zu überblicken. Er ist es, der Informationen auswählt, Andeutungen macht, den Leser zu Spekulationen verleitet, um die emotionale Anteilnahme seiner Leser anzuregen und zu lenken.

## Hauptpersonen
Gilliat, le malin

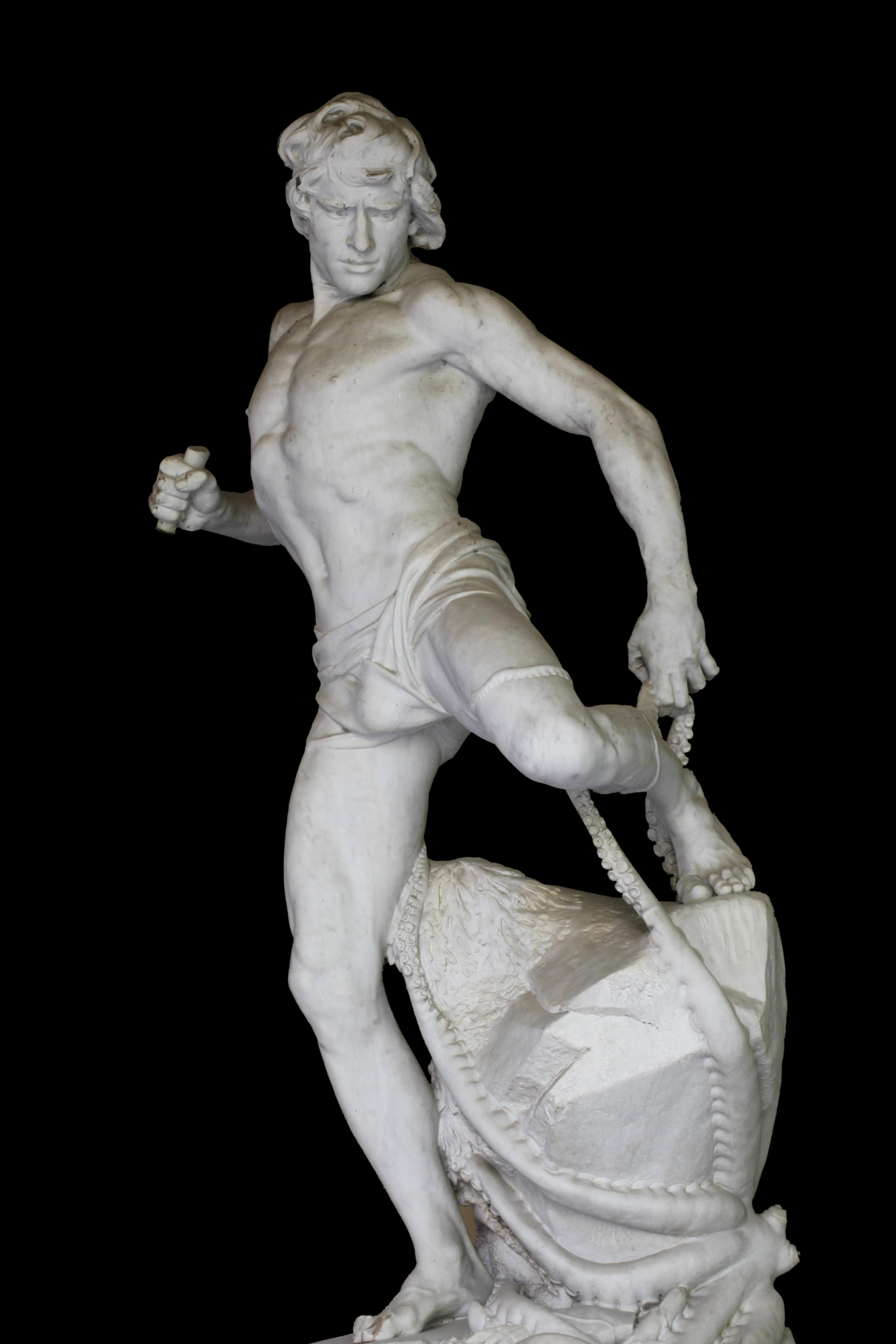
J. Carlier: Gilliatt und der Oktopus, 1880–1890, Musée des Beaux-Arts, Lyon

Gilliatts Herkunft ist mit Geheimnissen umgeben. Ob er Sohn, Neffe oder Enkel von „La Gilliatte“ ist, nach der er den Namen Gilliatt, le malin (= Gilliat, der Schlaukopf) trägt, und der Vorname und Nachname zugleich ist, bleibt im Dunkeln.
Seine hervorstechende Charaktereigenschaft ist Widersprüchlichkeit, und zwar was seine physischen Eigenschaften und seine Mentalität betrifft als auch sein Verhalten seiner Umwelt gegenüber. Einerseits ist er als Fischer vom Wetter gegerbt, sieht älter aus als er ist, anderseits ist seine Einstellung und sein Umgang mit Frauen eher knabenhaft, verschämt und unreif, was mit einer Idealisierung der Frau einhergeht. Er lebt in einer verwahrlosten Hütte, ist ein eifriger Leser und Autodidakt und sieht sich selbst isoliert als Atheist inmitten einer bigotten und heuchlerischen Inselbevölkerung.
Er kennt die Natur und ist ein geschickter Handwerker. Er beherrscht vollkommen alle Fertigkeiten, die ein Fischer braucht, und hat darüber hinaus schöpferische Kräfte. Seine Kreativität bezieht er aus dem Traum, der ihm als „l’aquarium de la nuit“ (= wörtl. „nächtliches Aquarium“) den Zugang zum Unterbewussten ermöglicht. Als „homme du songe“ (= Mensch des Traumes) hat er eine visionäre Sicht auf die Dinge, die den abergläubischen Inselbewohnern verschlossen bleibt.
Der Antiheld Sieur Clubin
Giliats Gegenspieler ist Sieur Clubin. Charakterisiert wird er als vernünftig, berechnend, raffiniert, kalt und dabei durchaus risikofreudig. Er baut sein Leben lang an seinem guten Ruf, um schließlich das perfekte Verbrechen zu begehen: den Schiffbruch der „Durande“ und seine Flucht mit Lethierrys Vermögen.
Die Inselbewohner lassen sich von seiner „Maske“ täuschen: Man respektiert ihn, schätzt ihn als frommen und tüchtigen Kapitän. Clubin verkörpert den sozialen Idealtyp eines „homme de l‘ordre“ (=Mann der Ordnung).
Anders als bei Gilliat hat das Leben auf dem Meer keine Spuren auf Clubins Gesicht hinterlassen, seine Haut ist rein, wie aus Wachs. Hinter seinem makellosen äußeren Erscheinungsbild verbirgt er Bosheit und Niedertracht. Pointiert zeigt Hugo den Gegensatz zwischen den beiden Männern bei ihrem Umgang mit Geld: Gilliat gibt, tauscht und zählt nicht, handelt wenig rational und verkörpert die Unordnung, Clubin dagegen Plan und System.
Mess Lethierry, der Parallelheld
Lethierry ist der Eigner des ersten Dampfschiffs der Insel, gilt als Revolutionär und Mann des Fortschritts und will die örtliche Seefahrt revolutionieren, in dem er in ein Dampfschiff investiert. Als Freidenker und Rationalist steht er der Kirche und dem Klerus feindlich gegenüber. Mit Gilliat verbindet ihn seine geistige Unabhängigkeit, beide lesen Voltaire, und beide sind den konservativen Inselbewohner gleichermaßen verdächtig. Gillat liebt die Druchette, die Nichte des Schiffseigners, die jedoch zum Missfallen ihres Onkels in den Pfarrer der Insel verliebt ist.

## Fiktion
Der romantischen Forderung nach Realismus im Roman kommt er nach, indem er minutiöse Beschreibungen von Meer und Land ausbreitet, naturwissenschaftliche Phänomene erläutert und nautische Techniken erklärt. Dadurch erhält der Roman ein „wissenschaftliches“ Kolorit. Die Verwendung von Fachvokabular und Fremdwörtern, die in Fußnoten dem französischen Leser übersetzt oder erklärt werden und Passagen im anglonormannisch eingefärbten Dialekt der Inselbevölkerung sowie die Dialoge der Schmuggler in spanischer Sprache erzeugen eine sowohl authentisch wirkende als auch exotische Atmosphäre.
Hugo macht die englisch-französische Insel Guernsey zum Schauplatz des Romans. Die Handlung läuft in einem isolierten, dem französischen Leser vertrauten Rahmen ab. Durch seine Position als allwissender Erzähler und durch historisch belegte Ereignisse aus Guernsey vermittelt der Autor den Eindruck, die Geschichte um Gilliat habe sich tatsächlich in den 1820er Jahren dort ereignet.
Hugo kann seine Kritik, verkörpert in einer konkreten Inselbevölkerung, darstellen, ohne den Anteil nehmenden Leser vor den Kopf zu stoßen. Er verurteilt die Laster der Gesellschaft – Egoismus, Aberglaube, Bigotterie – und stellt gleichzeitig seinen heroischen Protagonisten dem herrschenden Gesellschaftssystem gegenüber. Im Kern begründet sich ein solcher Optimismus in der Verherrlichung der menschlichen Arbeit.
Der Hauptteil des Romans ist der Odyssee Gilliats gewidmet. In diesen Passagen, die an einen Abenteuerroman erinnern, nimmt die Erzählung fantastische Züge an. Gilliatt fristet das Dasein eines Robinsons, vollbringt Arbeiten, die eines Herkules würdig wären und kämpft wie die Ritter von Chrétien de Troyes gegen ein Ungeheuer. Die Übermenschlichkeit Gilliats verlangt einen realistischen Rahmen, damit der Roman für den Leser eine zumindest moralisch überzeugende Identifikationsfigur bereithält.

## Intention
Im Vorwort zu den Arbeitern des Meeres schreibt Hugo, er habe mit diesem Werk eine Trilogie abgeschlossen, deren Teile jeweils einen der übermächtigen Gewalten behandelten, denen der Mensch ausgesetzt sei: Im Glöckner das Dogma in Gestalt der Religion, in den Elenden die Gesetze in Gestalt der menschlichen Gesellschaft und in den Arbeitern des Meeres die Natur in Gestalt des Meeres. Zum Ausdruck kommt dies im heldenhaften Kampf Gilliatts gegen die ungezügelte Kraft der Elemente sowie in der Durande selbst, die sich als Symbol der menschlichen Erfindungsgabe aus eigener Kraft fortbewegt, statt wie die Segelschiffe vom Wind gelenkt zu werden, und die schließlich über Wind und Wasser triumphiert.
Die Konzeption des Romans geht jedoch über die Grenzen eines Prosatextes hinaus. „Le roman c’est le drame hors cadre“,   dieses Zitat Hugos trifft für die dramatische Ausrichtung von Les travailleurs de la mer zu. In der theatralischen Unterteilung des Romans, der Komplexität der Handlung mit ihren mehreren zeitlich verschränkten Handlungssträngen, der beabsichtigten kathartische Wirkungsweise, der archetypischen Konzeption der Figuren und dem Mittel des Panoramablicks zeigt sich die Intention Hugos ein Drama zu schaffen, das zu umfangreich ist, um auf irgendeiner Bühne Platz zu finden.
Der Roman kann als Seismograph der Romantik gesehen werden. Der Forderung nach Realismus kommt Hugo durch die Verwendung von minderwertigen wissenschaftlichen Erläuterungen nach. Die Zeichnung des Helden, der wegen seiner unbestimmten Herkunft an der Gesellschaft leidet, und der durch den Traum Zugang zur Welt des Irrealen hat sowie von seiner Sensibilité getrieben in die Natur flüchtet, steht in der romantischen Tradition.
Auch der Lokalkolorit der Kanalinseln gepaart mit der Exotik der Herkunftsländer der Schmuggler, ferner das abenteuerliche Leben der Seeleute sind charakteristische Merkmale dieser Epoche. Der Roman erfüllt auch die Funktionen des Exilromans ein; Hugo wandelt persönliche Erfahrungen in das Schicksal des Helden um, welcher anfänglich Guernsey als sein Grab sah. An dieser Stelle setzt die profundeste Kritik an.

« Parmi ces travailleurs personne ne travaille. Lethierry spécule, Rantaine vole Lethierry, Clubin dépouille Rantaine des fruits de son vol; Gilliatt songe, rêve, flâne et soupire toute l’année, et ne travaille deux mois que parce qu’il croit gagner dans un combat en champ clos contre l’Océan la main de Mlle. Déruchette. »

Das Zitat Alfred Nettements  setzt eine falsche Erwartungshaltung voraus. Hugos Ziel ist es nicht, maritime Berufsfelder unsterblich zu machen, und überdies deren Arbeitsbedingungen wie Émile Zola in Germinal anzugreifen. Die Essenz der Arbeit eines Menschen als epischen Konflikt sowie den humanistischen Glauben an den Fortschritt zu präsentieren, kann als Intention Hugos gesehen werden.
Bei der Umsetzung dieser Thematik in der Psychologie der Figuren fällt der Roman in der implizierten Trilogie ab. So sind die Figuren einseitig konzipiert. Auch den meisten der wenigen Dialoge fehlt es an seelischer Tiefe. Es ist die künstlerische Bewältigung, Hugos „clarté visuelle“, die den eigentlichen Reiz des Romans ausmacht und ihn von seinen Vorgängern unterscheidet. Der Autor illustrierte den Roman mit 356 von Landschaften und Figuren. Der Literaturkritiker Jules Levallois  kam zu dem Urteil:

« Il n’a jamais été mieux comme peintre. »

Sieht man hier den Schwerpunkt des Romans, verliert das Unverständnis an Bedeutung, die Natur als Schicksal des Menschen zu sehen. Dieser Sichtpunkt Hugos wird wohl sein biografisches Attribut beibehalten. Und schließlich erkennt man den Roman unter Hugos eigenem Gesichtspunkt an: « Le poète fait plus que raconter, il montre. » (Victor Hugo: William Shakespeare)

## Verfilmung
Unter dem Titel "Les Travailleurs de la mer" kam das Buch 1918 in die Kinos, Regie André Antoine und Léonard Antoine, ein zweites Mal wurde es als französisch/sowjetische Miniserie 1986 von Edmond Séchan verfilmt. Es diente zudem 1953 aus Vorlage für den US-amerikanischen Abenteuerfilm Im Schatten des Korsen von Raoul Walsh.

## Ausgaben
- Les Travailleurs de la mer. Paris 1866. (französische Erstausgabe)
- Die Meer-Arbeiter. Übers. durch den Verlag Otto Janke, Berlin 1866. (deutsche Erstausgabe)
- Die Arbeiter des Meeres. Übers. von Carl Johann Perl, Berlin 1925.
- Männer des Meeres. Übers. von Lisa Haustein, Reutlingen 1949.
- Die Arbeiter des Meeres. Übers. von Lisa Haustein, mit einem Vorwort von Herbert Kühn, Leipzig 1954.
- Notre-Dame de Paris – Les Travailleurs de la mer. Hrsg. von Yves Gohin & Jacques Seebacher, Paris 1975. (maßgebliche französische Edition)
- Das Teufelsschiff. Übers. von Hans Kauders, mit einem Nachwort von Christian Schäfer, Zürich 1987.
- Die Arbeiter des Meeres. Übers. von Rainer G. Schmidt, Hamburg 2002. (Neuausgabe: Hamburg 2017)